# Kalenne
Kalenne – wieś w Polsce położona w województwie lubelskim, w powiecie janowskim, w gminie Modliborzyce.

## Krótki opis
W latach 1975–1998 miejscowość administracyjnie należała do województwa tarnobrzeskiego. Według Narodowego Spisu Powszechnego (III 2011 r.) liczyła 14 mieszkańców i była 23. co do wielkości miejscowością gminy Modliborzyce. Miejscowa ludność wyznania katolickiego przynależy do Parafii św. Stanisława w Modliborzycach.
Krasonie – część wsi Kalenne, istniejąca już w 1801 r. pod nazwą Parcheta, a w 1839 r. pod nazwą Krasowscy. Osada powstała jako przysiółek Kalennego. W październiku 1942 r. zostało zbombardowane.

## Historia
Pierwsze wzmianki na temat miejscowości pochodzą z 1794 r., nie wiadomo jednak kiedy dokładnie została założona. Powstała na terenach dóbr modliborskich w wyniku karczunku lasu przeprowadzonego przez osadników znad sanu. W wyniku uchylania się od płacenia czynszu koloniści osady musieli odrabiać pańszczyznę. W 1846 r. Kalenne tworzone było zaledwie przez 9 gospodarstw. Z danych statystycznych z 1921 r. wynika, że wieś była zamieszkiwana przez 119 osób w 18 domostwach. W okresie międzywojennym powstała niewielka szkoła i Koło Młodzieży Wiejskiej. Podczas II wojny światowej w październiku 1942 r. wieś została spacyfikowana w wyniku czego 58 mieszkańców zostało rozstrzelanych.
W 1897 w Kalennem urodził się Antoni Paleń, rolnik, odznaczony Orderem Virtuti Militari.